# Lina Sundén
Lina Gabriella Sundén (født 4. april 1981 i Göteborg) er en svensk skuespillerinde, kendt for sin hovedrolle i dramafilmen Hur man stoppar ett bröllop (2014). Hun har ligeledes haft andre roller i film og tv-serier, blandt andet i Kommissæren og havet, Familien Löwander og Bäckström.

## Filmografi (udvalg)
- 2022 - Bäckström (tv-serie) – Fru Björk
- 2021 - Support Group Olympus – Kara
- 2020 - Iris (kortfilm) – Elisa
- 2019 - Quick – revisorens hustru
- 2017-2020 - Familien Löwander (tv-serie) – Kerstin
- 2016 - Wolf (kortfilm) – Elin
- 2016 - Beck (tv-serie) – lærer
- 2016 - Kommissæren og havet (tv-serie) – medvirkende
- 2015 - SAD Lamp (kortfilm) – medvirkende
- 2014 - Hur man stoppar ett bröllop – Amanda
- 2014 - Lokalvardaren – Sara Hansson
- 2012 - 2038 (kortfilm) - storesøster
- 2012 - Indrivaren – suppepigen
- 2011 - Suck! (tv-serie) – Ida